# Мацеївські Дачі (пам'ятка природи)
Мацеївські дачі — ботанічна пам'ятка природи місцевого значення. Об'єкт розташований на території Ковельського району Волинської області, ДП «Старовижівське ЛГ», Сьомаківське лісництво кв. 20, вид. 2.
Площа — 4,3 га, статус отриманий у 1991 році.
Охороняється насіннєва ділянка сосни звичайної (Pinus sylvestris) з домішкою дуба звичайного (Quercus robur), віком понад 100 років, де у підліску зростають ліщина звичайна (Corylus avellana), горобина звичайна (Sorbus aucuparia), а у трав'яному покриві - конвалія звичайна (Convallaria majalis), перестріч лісовий (Melampyrum salvaticum), чистотіл звичайний (Chelidonium majus), звіробій звичайний (Hypericum perforatum) тощо.